# فیلم‌برداری تک دوربین

فیلم‌برداری تک دوربین

فیلم‌برداری تک دوربین (انگلیسی: Single-camera setup) به یک نوع روش فیلم‌سازی و ساخت ویدئو است.
فیلم‌برداری تک دوربین در اصل در دوران سینمای کلاسیک هالیوود  در دهه ۱۹۱۰ به وجود آمد و هم اکنون نیز به عنوان یک حالت استاندارد در سینما شناخته می‌شود. در ساخت سریال‌های تلویزیونی ، هردو روش راه‌اندازی چند دوربین و تک دوربین به طور معمول استفاده می‌شوند.